# سرتوليزوماب بيغول
سيرتوليزوماب بيجول (Certolizumab pegol)  (CDP870 والاسم التجاري سيمزيا)، هو مضاد حيوي وحيد النسيلة تصنعه يو سي بي (UCB) لعلاج داء كرون والتهاب المفاصل الرثياني.

## طريقة العمل
سيرتوليزوماب بيجول هو مضاد حيوي وحيد النسيلة يعالج عامل ألفا لنخر الورم. وتحديدًا هو جزء شدقة رابطة للمستضد مضادة للفيروسات من مضاد حيوي وحيد النسيلة مضاد لعامل نخر الورم المؤنس.
إن البولي إيثيلين جلايكول يعبر المشيمة. لذا فإنه إذا حملت امرأة مصابة بالتهاب المفاصل الروماتويدي وكانت في حاجة إلى علاج مضاد لعامل نخر الورم، فمن المبشر أنه يمكنها استخدام هذا الدواء طوال فترة الحمل دون مضاعفات جانبية تضر بصحة الجنين.

## التجارب السريرية
ظهرت نتائج إيجابية في اثنتين من التجارب ثلاثية المراحل (الأولى والثانية تحديدًا) التي أجريت على سيرتوليزوماب بيجول مقابل الغفل في الحالات المتوسطة والشديد من داء كرون. بالإضافة إلى أن البيانات المأخوذة أثناء التجارب تشير إلى تحمل المرضى لها. ولم يتم حتى الآن مقارنتها مباشرة بالعوامل الأخرى المضادة لعامل نخر الورم.
وجاءت النتائج الأولية للمرحلتين الأولى والثانية من الدراسة الثالثة بأخبار مبشّرة.

## الحالة القانونية
وفي 22 من أبريل عام 2008م، وافقت إدارة الأغذية والأدوية (FDA) على استخدام سيمزيا في الولايات المتحدة لعلاج داء كرون في الحالات التي لا تستجيب للعلاج المعتاد على النحو المطلوب أو المأمول.
وفي 26 من يونيو عام 2009م، أبدت جنة المنتجات الطبية للاستخدام البشري (CHMP) وهي اللجنة الاستشارية لـالوكالة الأوروبية لأدوية (EMEA) استحسانها للسيمزيا وأوصت بأن تمنح المفوضية الأوروبية إذن تسويق لهذا الدواء الذي يعالج التهاب المفاصل الروماتويدي فقط - رفضت لجنة المنتجات الطبية للاستخدام البشري الموافقة على استخدامه في علاج داء كرون. ومُنح إذن التسويق لشركة يو سي بي فارما إس أي (UCB Pharma SA) في الأول من أكتوبر عام 2009م.

## وصلات خارجية
- certolizumab+pegol في المكتبة الوطنية الأمريكية للطب نظام فهرسة المواضيع الطبية (MeSH).

- Cimzia Website